# Yoeri Vanlangendonck
Yoeri Vanlangendonck (Leuven, 21 november 1987) is een Belgische galeriehouder, curator en kunstverzamelaar, gespecialiseerd in naoorlogse en hedendaagse kunst. Hij is een expert op het gebied van kunstenaarsbewegingen, zowel nationaal (G58, De Nieuwe Vlaamse School en Art Abstrait) als internationaal (ZERO). Vanlangendonck leent regelmatig kunstwerken uit voor museale tentoonstellingen, zoals voor de Pol Bury-tentoonstelling in Bozar en de Walter Leblanc- en Jef Verheyen-expositie Dialogue with Light in het Museé d'Ixelles.
Vanlangendonck cureert jaarlijks verschillende tentoonstellingen in samenwerking met onder andere internationale veilinghuizen zoals Pierre Bergé, Dorotheum en Cornette de Saint Cyr. Hij publiceert kunstboeken en catalogi en is betrokken bij verschillende culturele organisaties zoals het M HKA en belangenverenigingen binnen de Belgische kunstmarkt. Zo was hij raadgever bij BUP, de enige federale professionele organisatie van galeries in België en voorzitter van Ubema, de Unie van de Belgisch-Luxemburgse Kunstmarkt.
Vanlangendonck beheert eveneens het kunstenaarsarchief van Guy Vandenbranden en wordt regelmatig gevraagd op lezingen om zijn ervaringen met het beheren van een kunstenaarsnalatenschap te delen.

## Biografie
Vanlangendonck studeerde Geschiedenis aan de Universiteit Antwerpen en startte onmiddellijk na zijn opleiding met een galerie gespecialiseerd in Belgische abstracte kunst. Sinds 2017 was Vanlangendonck de laatste voorzitter van Ubema, het verbond van de beroepsverenigingen binnen de Belgische kunstmarkt. In 2021 richtte Vanlangendonck met Thor Salden, Beau Stollenwerk en David Vermeiren een ruimte, Ponti, voor hedendaagse kunst op.